# Kutenholz

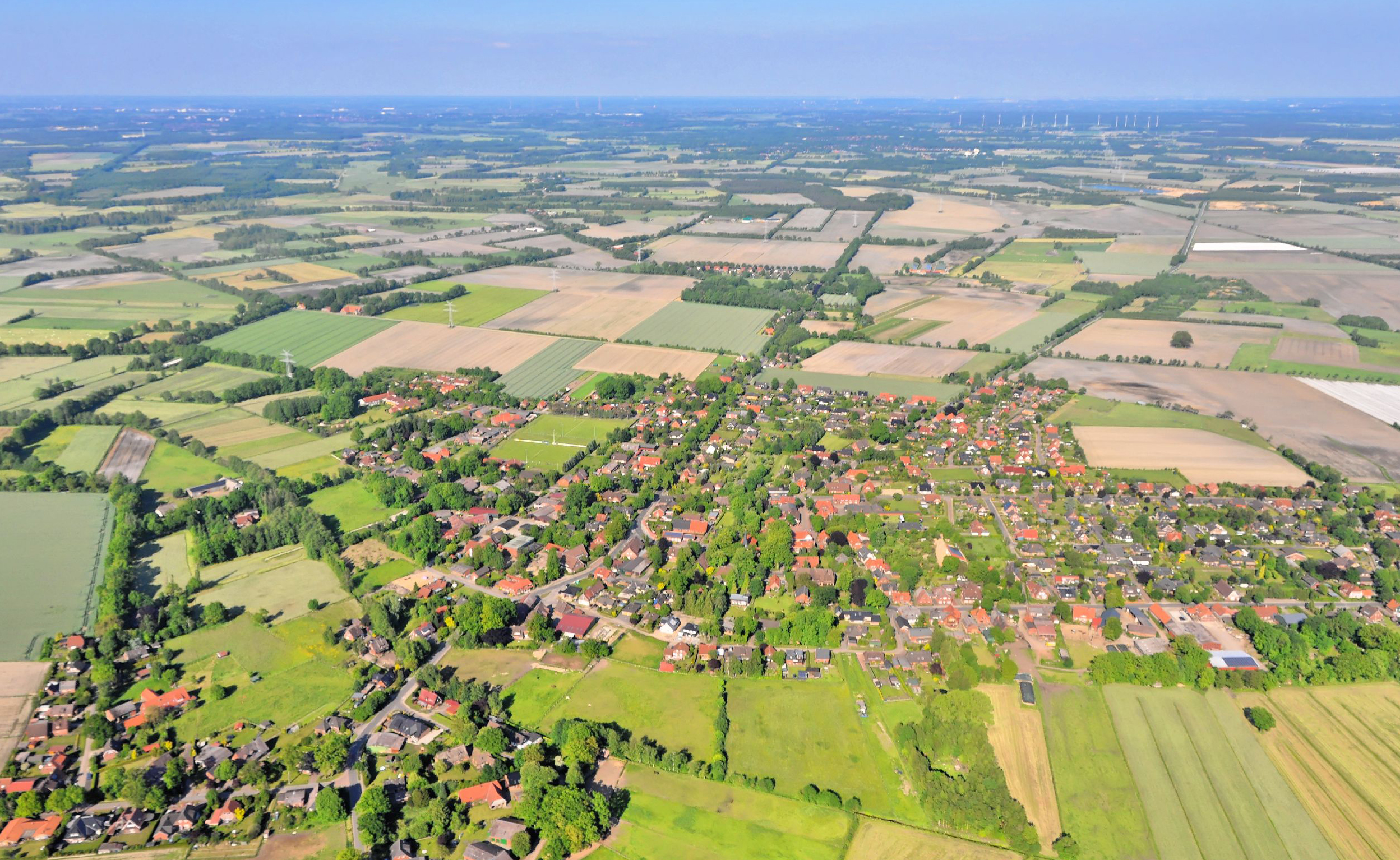
Kutenholz aus der Vogelperspektive

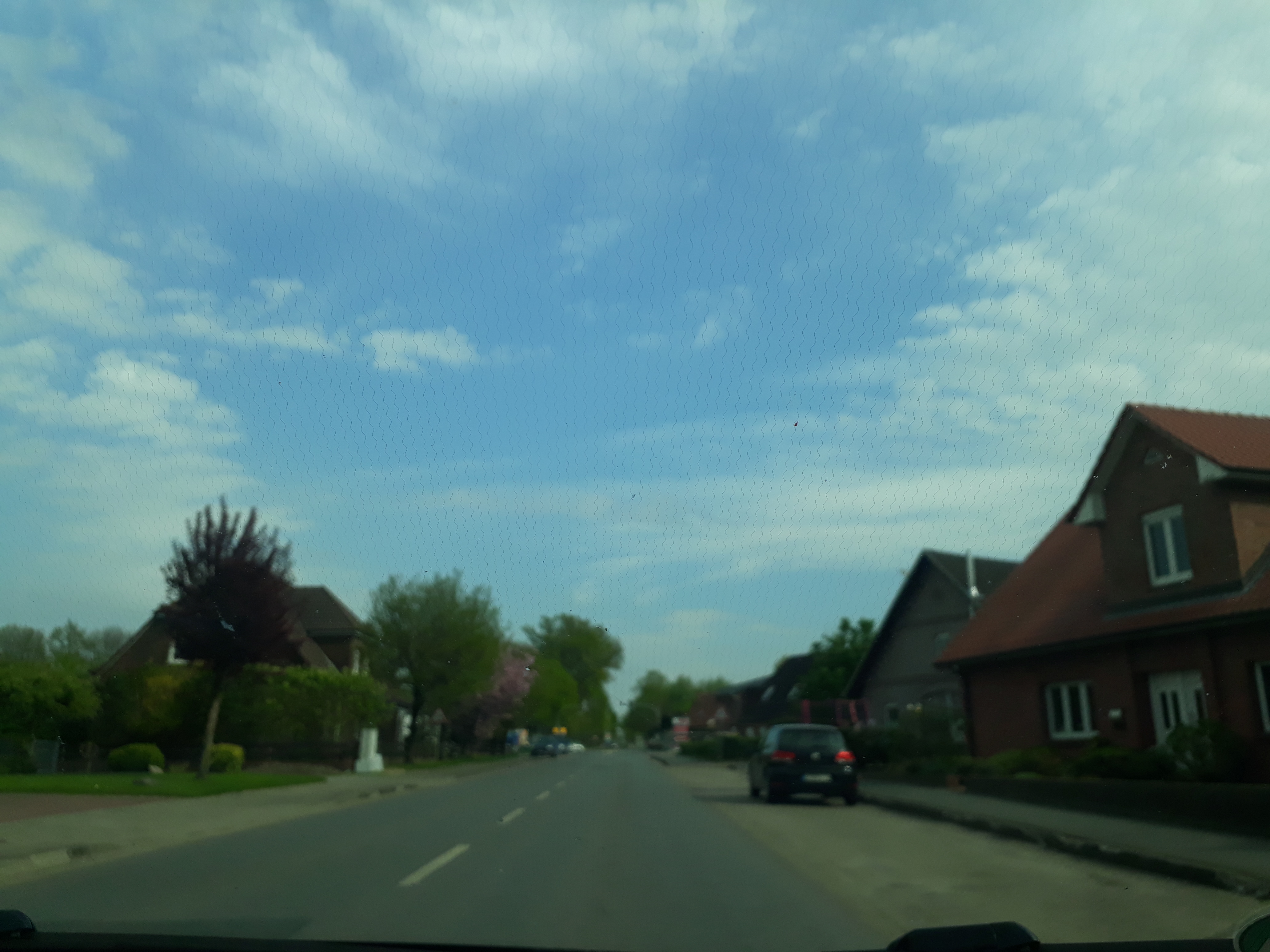
Hauptstraße in Kutenholz

Kutenholz (plattdeutsch Kutenholt) ist eine niedersächsische Gemeinde in der Samtgemeinde Fredenbeck im Landkreis Stade. Neben dem Hauptort Kutenholz gehören auch die Orte Mulsum, Sadersdorf, Essel, Aspe und Bullenholz zur Gemeinde.

## Geografie

### Lage
Kutenholz liegt im Westen des Landkreises, an der Kreisgrenze zum Landkreis Rotenburg (Wümme), südwestlich von Hamburg und östlich von Bremen im östlichen Elbe-Weser-Dreieck. Die nächstgelegenen Oberzentren sind Stade (16 km) und Bremervörde (15 km).

### Geologie
Die Gemeinde Kutenholz liegt auf der östlichen Bevener Geest, die zur Stader Geest gehört. Von den früheren Wäldern und Hochmooren in der Umgebung ist ein Teil erhalten, während der Rest landwirtschaftlich urbar gemacht wurde.
Die Schwinge entspringt in der Gemeinde im Hohen Moor bei Mulsum.

### Nachbargemeinden
|             | Heinbockel                                  | Fredenbeck       |
| Bremervörde | Kompassrose, die auf Nachbargemeinden zeigt |                  |
| Farven      |                                             | Bargstedt, Brest |

### Gemeindegliederung
- Kutenholz mit Bullenholz, Sadersdorf und Hemelingbostel
- Aspe (Groß- und Klein Aspe)
- Essel
- Mulsum mit Hohenmoor, Tinste und Tinsterholz

### Klima
Das Klima in Kutenholz ist warm und gemäßigt. Es fällt überdurchschnittlich viel Niederschlag, selbst während des trockensten Monats.

|                        | Jan  | Feb  | Mär  | Apr  | Mai  | Jun  | Jul  | Aug  | Sep  | Okt  | Nov | Dez  |   |      |
| Mittl. Temperatur (°C) | 0    | 0,1  | 3,4  | 7,5  | 11,7 | 14,9 | 16,4 | 16,1 | 13,7 | 9,3  | 4,7 | 1,7  | ⌀ | 8,3  |
| Mittl. Tagesmax. (°C)  | 2,5  | 3,1  | 7,1  | 12,3 | 17,0 | 20,3 | 21,4 | 21,1 | 18,6 | 13,2 | 7,3 | 4,0  | ⌀ | 12,4 |
| Mittl. Tagesmin. (°C)  | −2,4 | −2,8 | −0,2 | 2,8  | 6,5  | 9,6  | 11,5 | 11,2 | 8,8  | 5,5  | 2,1 | −0,5 | ⌀ | 4,4  |
|                        |      |      |      |      |      |      |      |      |      |      |     |      |   |      |
| Niederschlag (mm)      | 61   | 43   | 52   | 48   | 59   | 73   | 79   | 82   | 69   | 62   | 67  | 68   | Σ | 763  |

| −2,4 |

| −2,8 |

| −0,2 |

| 2,8 |

| 6,5 |

| 9,6 |

| 11,5 |

| 11,2 |

| 8,8 |

| 5,5 |

| 2,1 |

| −0,5 |

| −2,4 |

| −2,8 |

| −0,2 |

| 2,8 |

| 6,5 |

| 9,6 |

| 11,5 |

| 11,2 |

| 8,8 |

| 5,5 |

| 2,1 |

| −0,5 |

| N i e d e r s c h l a g | 61  | 43  | 52  | 48  | 59  | 73  | 79  | 82  | 69  | 62  | 67  | 68  |
|                         | Jan | Feb | Mär | Apr | Mai | Jun | Jul | Aug | Sep | Okt | Nov | Dez |

## Geschichte

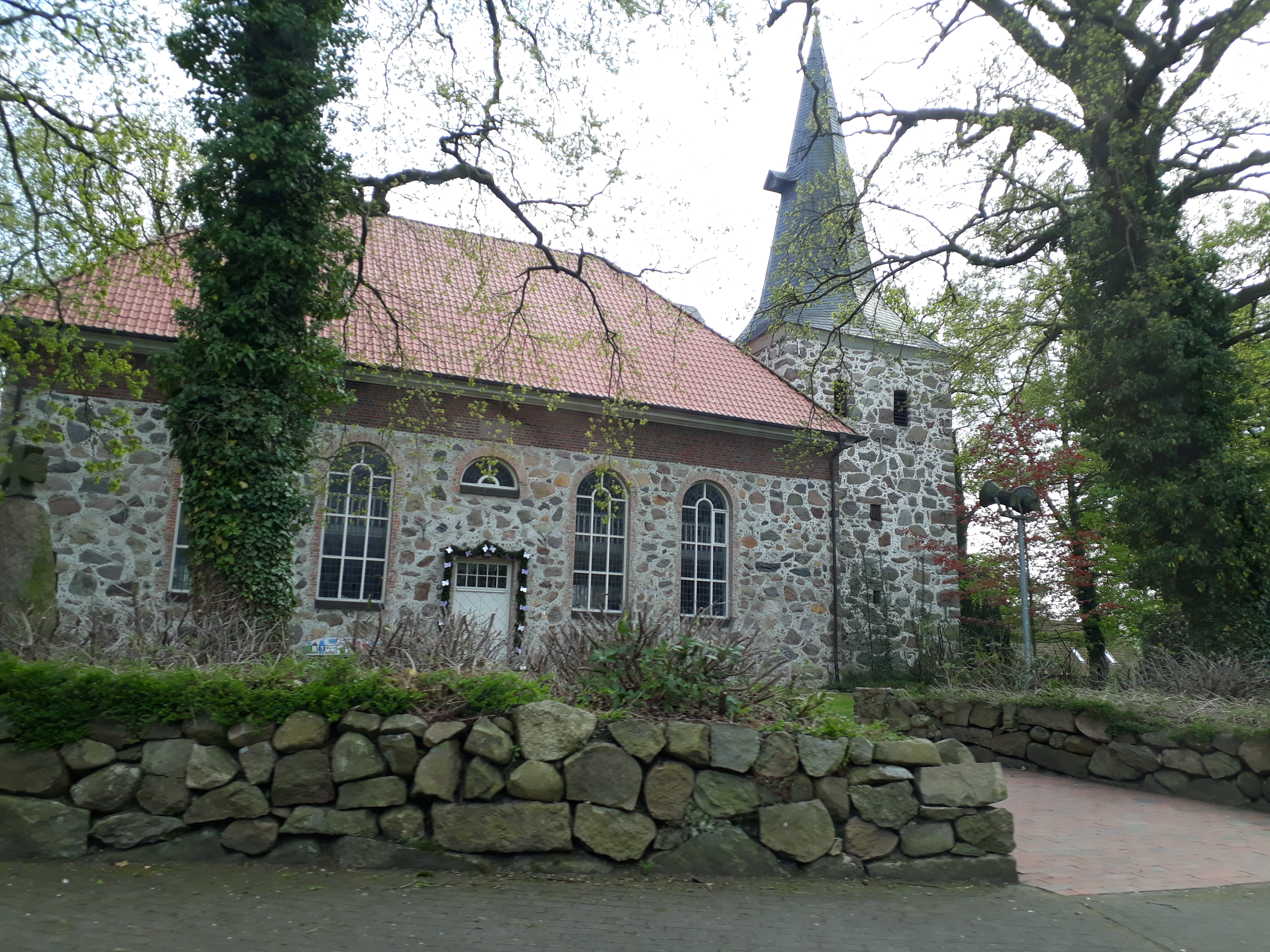
St.-Petri-Kirche Mulsum

Kutenholz und die anderen Ortsteile gehörten vor 1852 zur Börde Mulsum im Amt Harsefeld und ab 1859 zum Amt Himmelpforten. 1885 wurde Kutenholz Teil des Kreises Stade und 1932 des heutigen Landkreises Stade.
Sadersdorf wurde am 1. Januar 1929 nach Kutenholz eingemeindet. Mit der Gemeindereform wurde am 1. Juli 1972 aus den Orten Kutenholz, Aspe, Essel und Mulsum die neue Gemeinde Kutenholz gebildet.

### Ausgliederungen, Eingemeindungen
Mulsum wurde am 1. September 1990 aus Kutenholz ausgegliedert und wieder selbständig. Jedoch wurde der Ort bereits am 16. Oktober 1990 wieder eingemeindet.

### Einwohnerentwicklung
| Jahr              | Einwohner |
| ----------------- | --------- |
| 31. Dezember 1972 | 3681      |
| 31. Dezember 1977 | 3793      |
| 31. Dezember 1982 | 4078      |
| 31. Dezember 1987 | 4010      |
| 31. Dezember 1992 | 4320      |
| 31. Dezember 1997 | 4642      |
| 31. Dezember 2002 | 4995      |
| 31. Dezember 2007 | 4878      |
| 31. Dezember 2012 | 4749      |

## Religion
Die Gemeinde ist evangelisch-lutherisch geprägt und bildet mit der St.-Petri-Kirche in Mulsum ein eigenes Kirchspiel.
Für die wenigen Katholiken war von 1968 bis 2003 die Lukas-Kirche in Fredenbeck zuständig. Die Kirche wurde geschlossen und später abgerissen, um Geld zu sparen. Heute gehört die Gemeinde zur Kirchengemeinde der Heilig-Geist-Kirche in Stade. Eine andere katholische Kirche in der Nähe ist die St.-Michaels-Kirche in Harsefeld.

## Politik

### Gemeinderat
Der Rat der Gemeinde Kutenholz besteht aus 15 Ratsfrauen und Ratsherren. Dies ist die festgelegte Anzahl für die Mitgliedsgemeinde einer Samtgemeinde mit einer Einwohnerzahl zwischen 3.000 und 5.000 Einwohnern. Die Ratsmitglieder werden durch eine Kommunalwahl für jeweils fünf Jahre gewählt. Die aktuelle Amtszeit begann am 1. November 2021 und endet am 31. Oktober 2026.
Die letzte Kommunalwahl am 12. September 2021 ergab das folgende Ergebnis:
| Partei  | Anteilige Stimmen | Anzahl Sitze |
| ------- | ----------------- | ------------ |
| CDU     | 62,67 %           | 9            |
| SPD     | 28,58 %           | 4            |
| FDP     | 5,21 %            | 1            |
| PIRATEN | 3,54 %            | 1            |

Die Wahlbeteiligung bei der Kommunalwahl 2021 lag mit 56,95 % unter dem niedersächsischen Durchschnitt von 57,1 %.
Die Ratsmitglieder von CDU, FDP und PIRATEN vereinbarten für die Wahlperiode 2021 bis 2026 eine gemeinsame Gruppe.

### Bürgermeister
| Zeitraum    | Name              | Partei |
| ----------- | ----------------- | ------ |
| 1972 – 1991 | Klaus Schmetjen   | CDU    |
| 1991 – 2001 | Karl Windhorst    | CDU    |
| 2001 – 2011 | Johann Peter Hink | CDU    |
| 2011 – 2021 | Gerhard Seba      | CDU    |
| 2021 –      | Sandra Lemmermann | CDU    |

Der Gemeinderat wählte das Gemeinderatsmitglied Sandra Lemmermann (CDU) zur ehrenamtlichen Bürgermeisterin für die aktuelle Wahlperiode.

### Wappen
| Wappen der Gemeinde Kutenholz | Blasonierung: „In Blau mit rotem Dreiberg; oben vier fächerförmig gestellte goldene (gelbe) Ähren, unten eine silberne (weiße) Eiche mit goldenen (gelben) Eicheln.“ Der Gemeinderat hat am 12. März 2015 ein neues Wappen beschlossen. Die Ähren symbolisieren die vier Ortsteile Aspe, Essel, Kutenholz und Mulsum, aus denen am 1. Juli 1972 die neue Gemeinde Kutenholz hervorgegangen ist. Der Dreiberg steht für die Stader Geest und die Eiche entstammt dem Wappen der ehemaligen Gemeinde Kutenholz. Hier wurde gegen die heraldische Farbregel verstoßen, welche lautet, dass Farben nicht an Farben, sondern nur an Metalle (Gold und Silber) grenzen dürfen. |

## Kultur und Sehenswürdigkeiten

### Bauwerke
- Heimathaus „Op de Heidloh“
- „Peter Kors sin olet Huus“
- „St. Petri Kirche“ (Mulsum)[7]
- Festhalle

### Sport
Überregional bekannt ist der TSV Essel, dessen Frauenmannschaft in der Hallensaison 2016/17 in der Faustballbundesliga spielte.

## Wirtschaft und Infrastruktur

### Infrastruktur
Der Anschluss an das Stromnetz erfolgte in den Jahren 1921/1922. Im Jahre 2007 hat der Mobilfunkanbieter O2 eine GSM-Basisstation errichtet.

### Verkehr
Kutenholz hat über die Landstraße 123 Anschluss an Bremervörde im Westen und die Bundesstraße 73 im Osten, die weiteren Anschluss nach Stade, Buxtehude und Hamburg bietet.
Durch die Gemeinde führen die Bahnstrecken Bremerhaven-Wulsdorf–Buchholz und Hesedorf–Stade der Eisenbahnen und Verkehrsbetriebe Elbe-Weser. Nur noch ab Sommerwochenenden fährt der Moorexpress auf der Verbindung Hesedorf–Stade mit Halt in Mulsum.

### Ansässige Unternehmen
Größter Arbeitgeber ist die RPC Verpackung Kutenholz mit über 300 Mitarbeitern, die Kunststoffflaschen produziert.

## Söhne und Töchter der Gemeinde
- Hinrich Braasch (1878–1968), Schriftsteller
- Otto Braasch (1936–2021), Oberstleutnant der Luftwaffe und Luftbildarchäologe
- Klaus Schmetjen (1919–1994), Landtagsabgeordneter (CDU)
- Petra Tiemann (* 1958), Landtagsabgeordnete (SPD)